# Bataille de la Tongue River
Guerres indiennes
La bataille de la Tongue River est l'attaque d'un campement arapaho le 29 août 1865 par des troupes de la US Army menées par le brigadier général Patrick E. Connor durant l'expédition de la Powder River.